# Мария Анна Баварская (1551—1608)
Мария Анна Баварская (нем. Maria Anna von Bayern ; 21 марта 1551, Мюнхен—29 апреля 1608, Грац) — супруга эрцгерцога Карла II Штирийского.

## Биография
Мария Анна была старшей дочерью герцога Баварии Альбрехта V и Анны Австрийской. Она была четвёртым ребёнком в семье, среди её братьев и сестёр были Вильгельм V, Эрнст Баварский, Фердинанд Баварский и Мария Максимилиана.
Её дедом и бабкой по отцовской линии были Вильгельм IV и Мария Якоба Баденская, по материнской линии — Фердинанд I и Анна Венгерская.
26 августа 1571 года в Вене Мария Анна стала супругой своего дяди Карла II (1540—1590). После смерти Карла воспитанием детей (в частности, будущего императора Фердинанда II) занимался брат Марии Анны, герцог Вильгельм V.
Скончалась Мария Анна Баварская 29 апреля 1608 года, пережив мужа на восемнадцать лет.

## Дети
В течение 19 лет брака родились 15 детей:
- Фердинанд (1572),
- Анна (1573—1598), супруга короля Польши Сигизмунда III,
- Мария Кристина (1574—1621), супруга Сизигмунда Батори,
- Катарина Рената (1576—1595),
- Елизавета (1577—1586),
- Фердинанд (1578—1637), император Священной Римской империи Фердинанд II,
- Карл (1579—1580),
- Грегория (1581—1597),
- Элеонора (1582—1620),
- Максимилиан Эрнст (1583—1616), эрцгерцог
- Маргарита (1584—1611), супруга короля Испании Филиппа III,
- Леопольд (1586—1632), эрцгерцог Австрийский, женат на Клаудии Медичи,
- Констанция (1588—1631), вторая супруга короля Польши Сигизмунда III,
- Мария Магдалина (1589—1631), супруга Козимо II Медичи,
- Карл (1590—1624), великий магистр Тевтонского ордена, епископ.